# 圣帕里兹勒沙泰勒
圣帕里兹勒沙泰勒（法語：Saint-Parize-le-Châtel，法語發音：[sɛ̃ paʁiz lə ʃatɛl]）是法国涅夫勒省的一个市镇，属于讷韦尔区。

## 地理
圣帕里兹勒沙泰勒（46°51'15"N, 3°10'54"E）面积49.11 平方千米，位于法国勃艮第-弗朗什-孔泰大區涅夫勒省，该省份为法国中部省份，北至约讷省，西北接卢瓦雷省，西接谢尔省，南至阿列省，东南接索恩-卢瓦尔省，东临科多尔省。
与圣帕里兹勒沙泰勒接壤的市镇（或旧市镇、城区）包括：马尼-库尔、圣皮埃尔勒穆捷、阿济勒维夫、舍沃农、朗热龙、吕特奈于克塞卢、阿列河畔马尔斯。

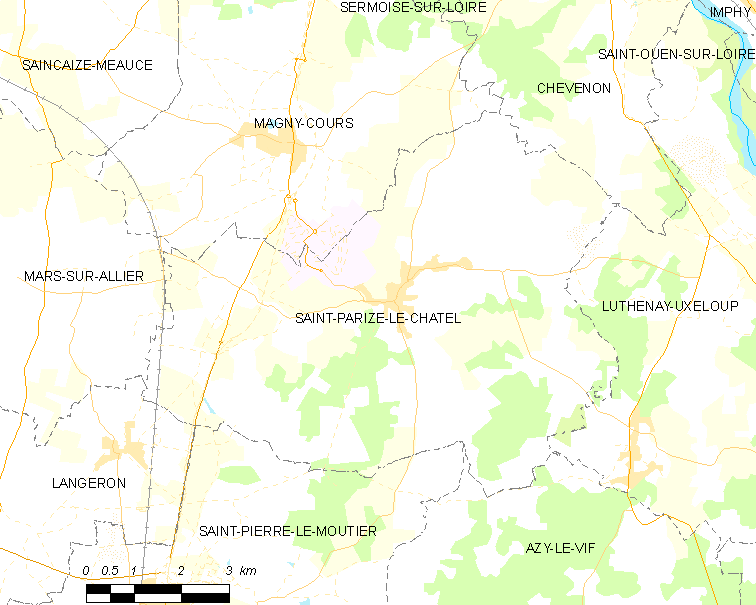
圣帕里兹勒沙泰勒的OSM定位图

圣帕里兹勒沙泰勒的时区为UTC+01:00、UTC+02:00（夏令时）。

## 行政
圣帕里兹勒沙泰勒的邮政编码为58490，INSEE市镇编码为58260。

## 政治
圣帕里兹勒沙泰勒所属的省级选区为圣皮埃尔勒穆捷县。

## 人口

1962-2008年间圣帕里兹勒沙泰勒人口变化图示

圣帕里兹勒沙泰勒于2022年1月1日时的人口数量为1216人。